# 公務証明書 (日米地位協定)
公務証明書（こうむしょうめいしょ）とは、在日米軍が発給する証明書。発給されると、日本国内における刑事事件において、米兵によるその行為が公務中に行われた事の証明、十分な証拠資料になる。

## 法的枠組み
日本国内で米兵による刑事事件が発生した際、日米地位協定の第十七条によって、当人が公務中であれば第一次的裁判権はアメリカにあるとさだめられており、アメリカ側が裁判権を放棄しない限り日本が裁判を行うことはできず、よって起訴を行うことができない。
このとき、ある行為が公務中であるかが問題になり得るが、これの証明を行うのが米軍の発給する公務証明書であり、地位協定とともに締結された別の条約である「合意議事録」には、次のように定められている。
合衆国軍隊の構成員又は軍属が起訴された場合において、その起訴された罪がもし被告人により犯されたとするならば、その罪が公務執行中の作為又は不作為から生じたものである旨を記載した証明書でその指揮官又は指揮官に代わるべき者が発行したものは、反証のない限り、刑事手続のいかなる段階においてもその事実の十分な証拠資料となる。

　前項の陳述は、いかなる意味においても、日本国の刑事訴訟法第三百十八条を害するものと解釈してはならない。
日米合同委員会で、次のように合意したと、外務省は発表している。（日本語は仮訳）
議定書第 3 項（注：地位協定第 17 条を指す。）(a)(ii)に関する公式議事録に掲げる証明書は，要請に基づき，当該被疑者が所属する部隊の指揮官から，犯罪が発生した地の検事正に対し提出されるものとする。かかる要請は，通常，逮捕の通告後直ちに，且つ，公務中に属するものであるか否かが問題となるような特別の場合にのみなされるものとする。このことは，いかなる事件についてもこのような証明書を進んで提出することを妨げるものではない。この証明書は反証のない限り，公務中に属するものであるという事実の充分な証拠資料となる。反対の証拠は，すべて合同委員会における考慮のために提出される。検事正は，右の反対の証拠があると思料されるときは，直ちに，証明書を発行した指揮官に対しその旨通知するものとする。しかる後，当該事件の終局的処理を不当に遅延せしめないため，10日以内に問題が合同委員会に提案されるか否かについて指揮官に対し通知がなされるものとする。かかる事項の合同委員会への提案はいかなる場合においても急速になされるものとする。

## 運用
日本政府は、米兵の逮捕などの刑事事件に際して、公務中か決定するプロセスを次のようであるとする。すなわち、米軍当局から地検の検事正に対して公務証明書が提出され、これに対して検事正として反対の証拠があると考える場合には、その旨を米軍当局に通知を行う。それでもなお公務執行中であるか否かについて日米間で認識の齟齬があるという場合には、日米合同委員会において協議が行われる。
2023年には、法務省は公務証明書を米側が発行した件数を把握していないとした。
公務証明書が発行されたうち、日本側が反対の証拠がある旨の通知等の異議申し立てをした事件として、日本政府はジラード事件と伊江島事件をあげており、またこの二件しか日本側は異議申し立てを行ったことはないとされることもある。